# سورو ميجان أبيثي
سورو ميجان أبيثي (8 أبريل 1913–3 ديسمبر 1989) هو سياسي من جمهورية داهومي (بنين حاليًا) وعضو في حزب داهوميان الديمقراطي،كان الرئيس المؤقت لبنين من 25 يناير 1964 حتى 27 نوفمبر 1965.